# Marcelino Mesquita
Marcelino Mesquita (Cartaxo, districte de Santarém, 1856 — Lisboa, 1919) va ser un dramaturg portuguès amb una obra d'estil realista que evolucionà amb els anys cap a una certa crítica social amb una clara influència d'Ibsen.

## Obres
- Os Castros, 1898
- O sonho da India, 1898
- O Regente, 1898
- Almas doentes, 1905